# Under the Blade
Under the Blade es el álbum debut de la banda de heavy metal estadounidense Twisted Sister, publicado el 18 de septiembre de 1982. La versión original del álbum contenía un fuerte y brutal sonido, algo que fue completamente ignorado en una nueva versión publicada por Atlantic Records el 14 de julio de 1985. La nueva versión también añadió el remix del sencillo "I'll Never Grow Up, Now", canción de 1979. Under the Blade ha vendido alrededor de dos millones de copias a nivel mundial.
Tim Holmes de la revista Rolling Stone escribió una reseña sobre Twisted Sister, describiéndolos como una banda que "escribe canciones coherentes, algo que no es usual en el heavy metal". También escribió que Under the Blade "técnicamente no es un álbum nuevo sino más bien un remix de música vieja para oídos modernos". En 2005, Under the Blade fue ubicado en la posición n.º 387 en la lista de los "500 mejores álbumes de rock y metal" de la revista Rock Hard.

## Significado de las canciones
1. What You Don't Know:  Canción usada frecuentemente para abrir los conciertos de la banda, el tema escrito por Dee Snider es un Grito de Guerra por parte de la banda, reflejando como su música molestaría a algunas personas, pero que ellos nunca se rendirían hasta lograr el éxito. [5]
2. Bad Boys (Of Rock N' Roll):  Habla sobre la juventud de la banda, un grupo de chicos que se oponían a seguir las reglas de la sociedad, se dejaban el cabello largo y tocaban música pesada.[6] Fue la primera canción que la banda grabó, para la recopilación WBAB Homeground Album.[7]
3. Run For You Life:  Un tema lento que pronto acelera, se infiere de su letra que habla de un chico que quiere tomar venganza contra una chica que jugó con sus sentimientos.
4. Sin After Sin: Habla sobre alguien que logra éxito en su vida a base de mentiras y de cometer una gran serie de pecados, y empieza a sentir remordimiento por ello (Como se infiere por el segundo verso)
5. Shoot 'Em Down: Su letra hace referencia a una chica la cual busca hombres para "Divertirse con ellos" solo por unos momentos y luego les rompe el corazón, mientras el narrador sugiere que deben dispararle (Shoot 'Em Down) para acabar con ella
6. Destroyer: Habla sobre un ser que fue creado para impartir justicia, pero que gracias a una serie de errores terminó por atacar a toda una ciudad y ahora es imparable. El tema abre con un efecto de sonido de respiración, la cual nos puede recordar a la del personaje ficticio Darth Vader
7. Under The Blade: El tema principal del disco, como el propio Dee Snider confirmó en el juicio contra el PMRC: Under The Blade fue escrito cuando el guitarrista Eddie Ojeda tenía miedo, ya que pronto le extirparían Pólipos de su garganta, a lo que el cantante le dijo que le escribiría una canción que habla sobre el miedo que infunden las operaciones en la gente, la cual no sabe si despertará de la misma o no,[8] surgiendo así esta canción. La política Tipper Gore acusó a este tema de fomentar la esclavitud, el sadomasoquismo y la violación, cosa que Dee Snider desmintió públicamente.[8]
8. Tear It Loose: Un tema veloz, que habla sobre el deseo de ser libre del trabajo y solamente hacer lo que a uno se le plazca. El solo de guitarra es interpretado tanto por Jay Jay French como por "Fast" Eddie Clark, guitarrista de Motörhead[9]
9. The Day Of The Rocker: Un tema lento que se enfoca más en ser un solo de guitarra de Eddie, con algunos versos por entremedio. Antes y durante los solos, Dee menciona cosas como "Come on Fingers, turn me loose" Haciendo referencia al apodo de Eddie, Fingers (Dedos)[10]

(Advertencia, los significados fueron inferidos directamente de las letras, a excepción de los que cuentan con referencias)

## Lista de canciones
1. "What You Don't Know (Sure Can Hurt You)" - 4:47
2. "Bad Boys (Of Rock 'n' Roll)" - 3:21
3. "Run for Your Life" - 3:30
4. "Sin After Sin" - 3:23
5. "Shoot 'Em Down" - 3:55
6. "Destroyer" - 4:16
7. "Under the Blade" - 4:40
8. "Tear It Loose" - 3:10
9. "I'll Never Grow Up" (solo en la reedición) - 4:10
10. "Day of the Rocker" - 5:02

### Sencillos
1. "What You Don't Know (Sure Can Hurt You)"
2. "I'll Never Grow Up"
3. "Under the Blade"
4. "Bad Boys (Of Rock 'n' Roll)"

## Créditos
- Dee Snider - voz
- Jay Jay French - guitarra rítmica y coros
- Eddie Ojeda - guitarra
- Mark "The Animal" Mendoza - bajo y coros
- A. J. Pero - batería, percusión
- Eddie Clark - guitarra solista (Tear It Loose)

## Listas de éxitos
Álbum
| Año  | Lista         | Posición |
| ---- | ------------- | -------- |
| 1985 | Billboard 200 | 125      |